# Estació d'hidrogen

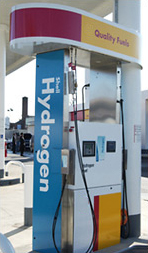
Estació d'hidrogen o hidrogenera.

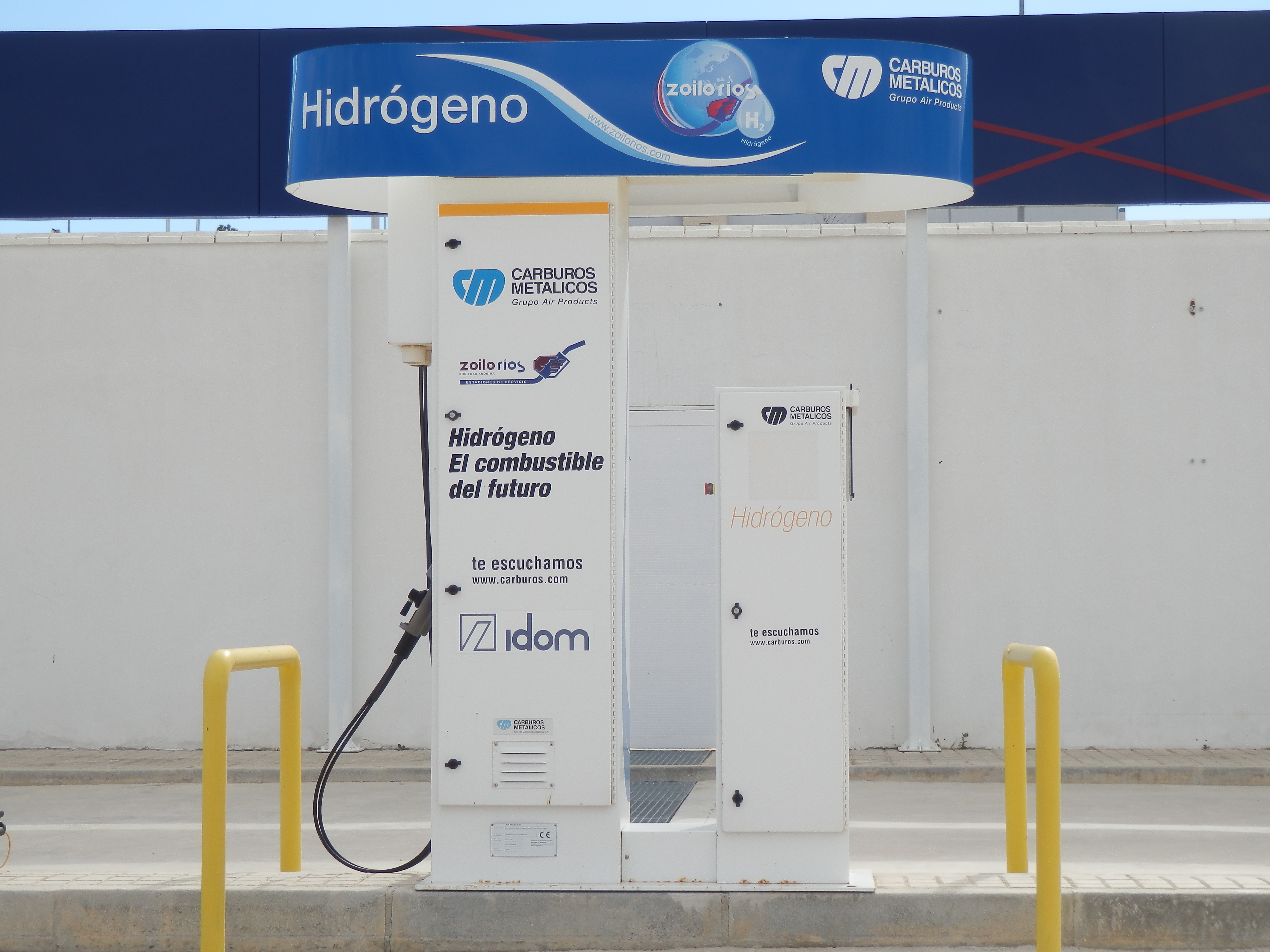
Hidrogenera a Saragossa

Una estació d'hidrogen o hidrogenera és una estació de servei o emmagatzematge per a l'hidrogen que hom pot dispensar, ja sigui en piles de combustible o com a matèria primera, usualment localitzada a la vora de carreteres i/o autopistes. Els vehicles d'hidrogen l'empren com a combustible de diferents maneres, en cel·les de combustible o directament per combustió. Se'ls subministra per quilograms a través d'un dispensador d'hidrogen.
És un concepte relativament nou, ja que les piles d'hidrogen semblen ser la font d'energia alternativa al petroli. Es pretén que quan els mitjans de transport usin piles de combustible en substitució del gasoil o benzina puguin carregar els dipòsits amb hidrogen a les hidrogeneres.
Avui dia és gairebé un concepte futurista, però atès que les noves tecnologies energètiques estan a l'ordre del dia, aquest terme s'està convertint en un terme més comú. S'espera que les estacions de servei vagin de mica en mica reemplaçant els combustibles fòssils basats en el petroli per l'hidrogen (molt probablement liquat) per a les piles de combustible.
L'hidrogen pretén ser el combustible intermediari entre la generació d'energia renovable i l'usuari, evitant el problema de la discontinuïtat de generació i de mobilitat en el cas del transport.

## Galeria d'imatges

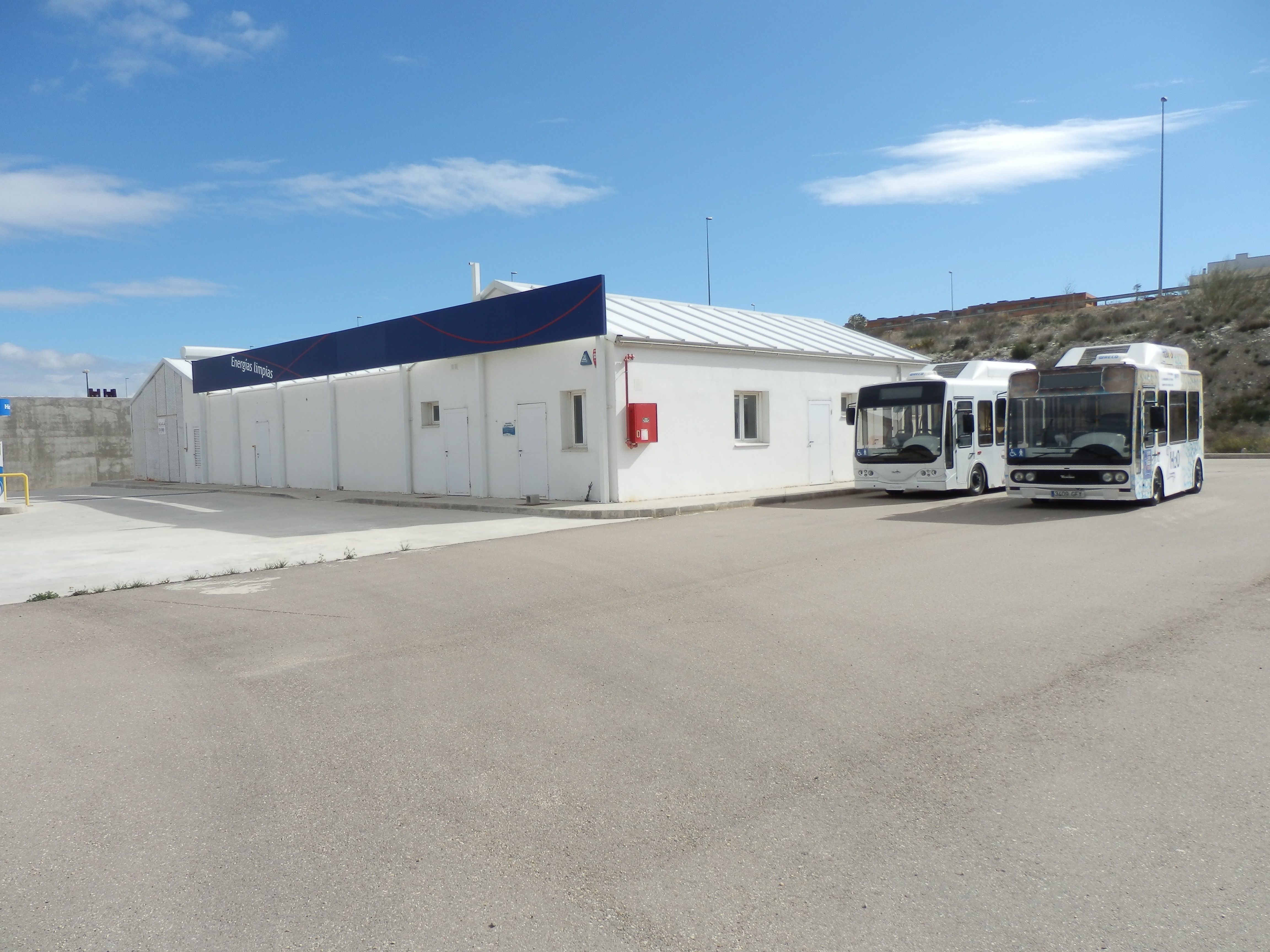
Hidrogenera a Saragossa
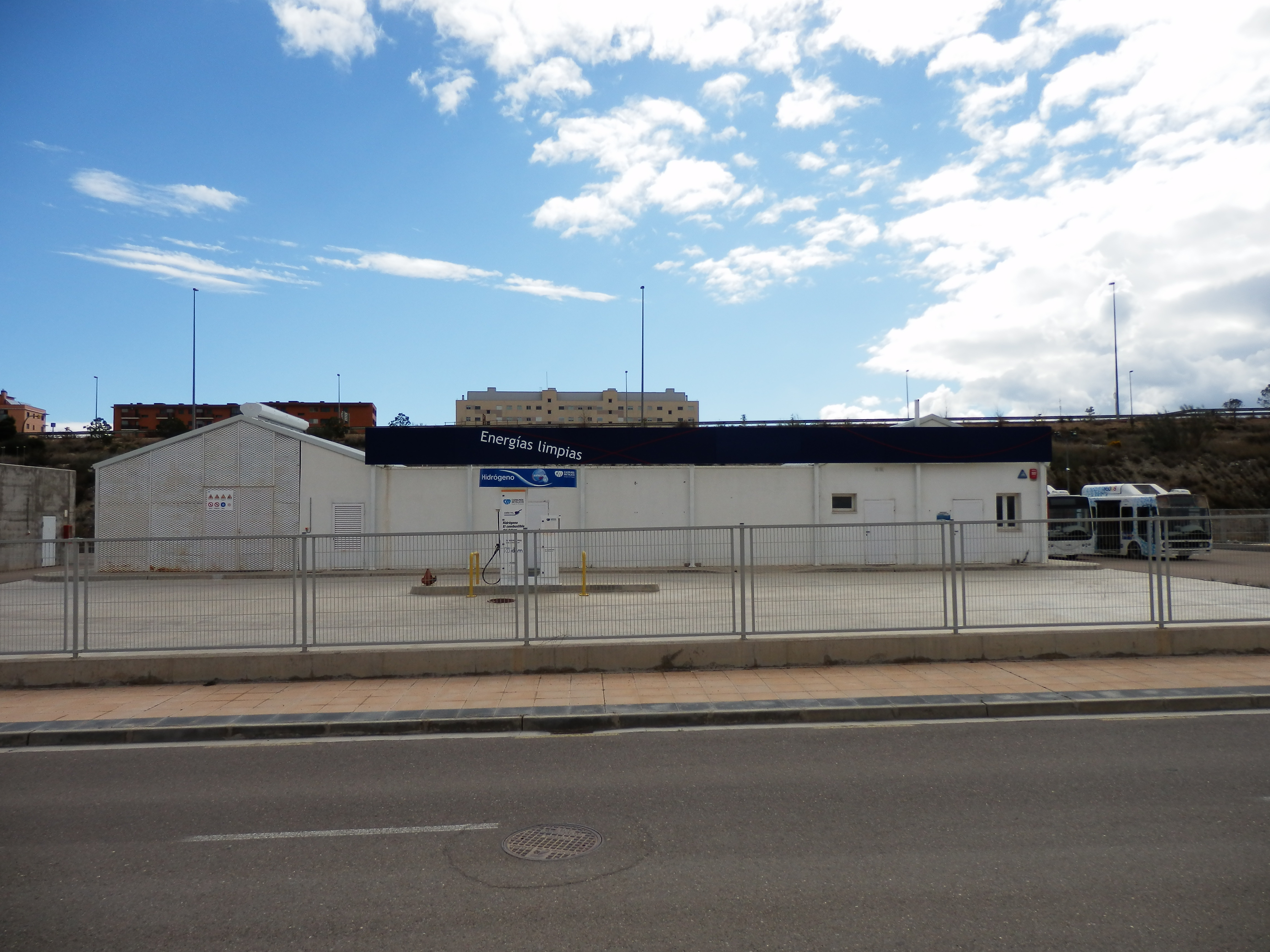
Hidrogenera a Saragossa
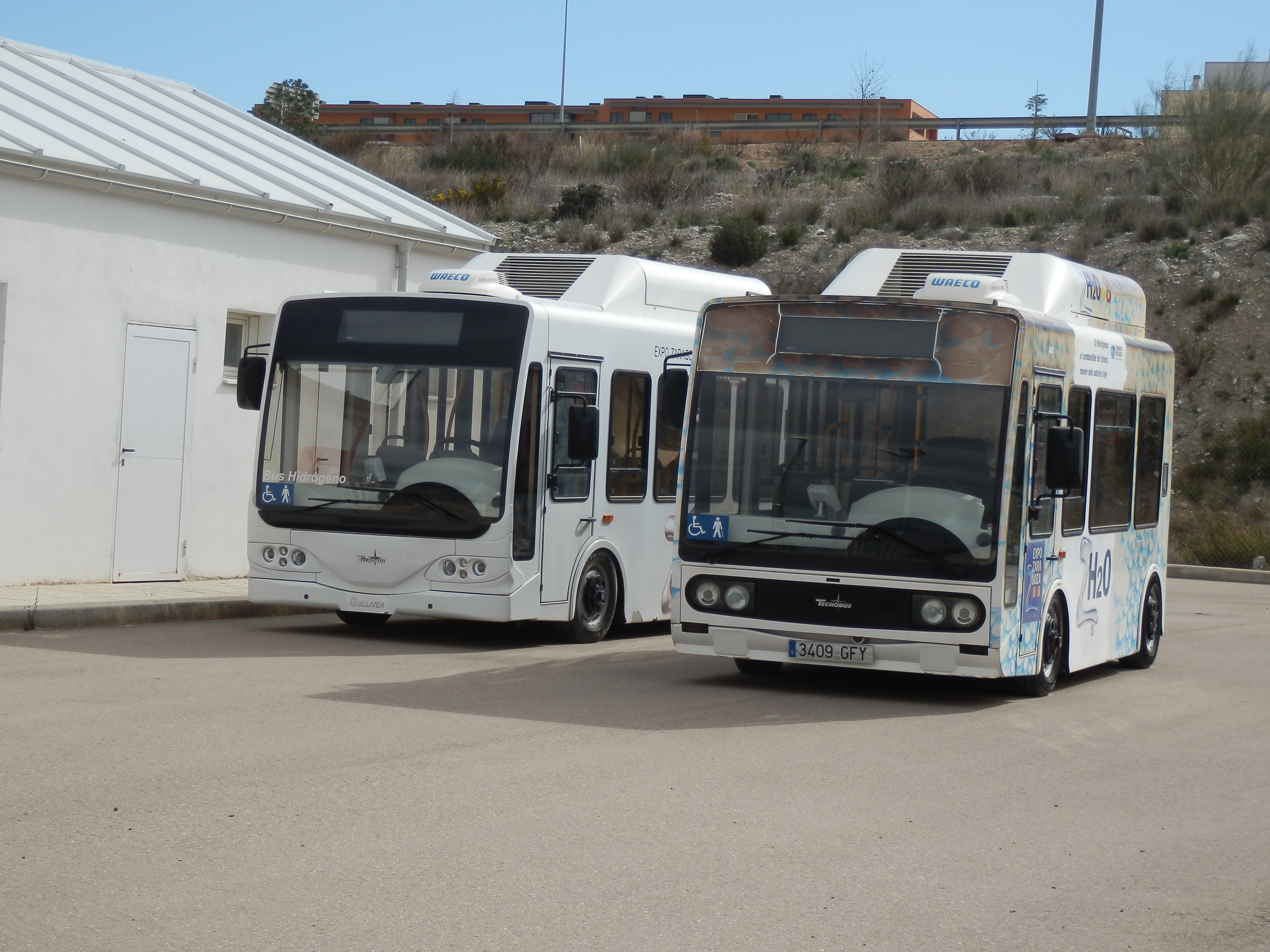
Autobusos d'hidrogen
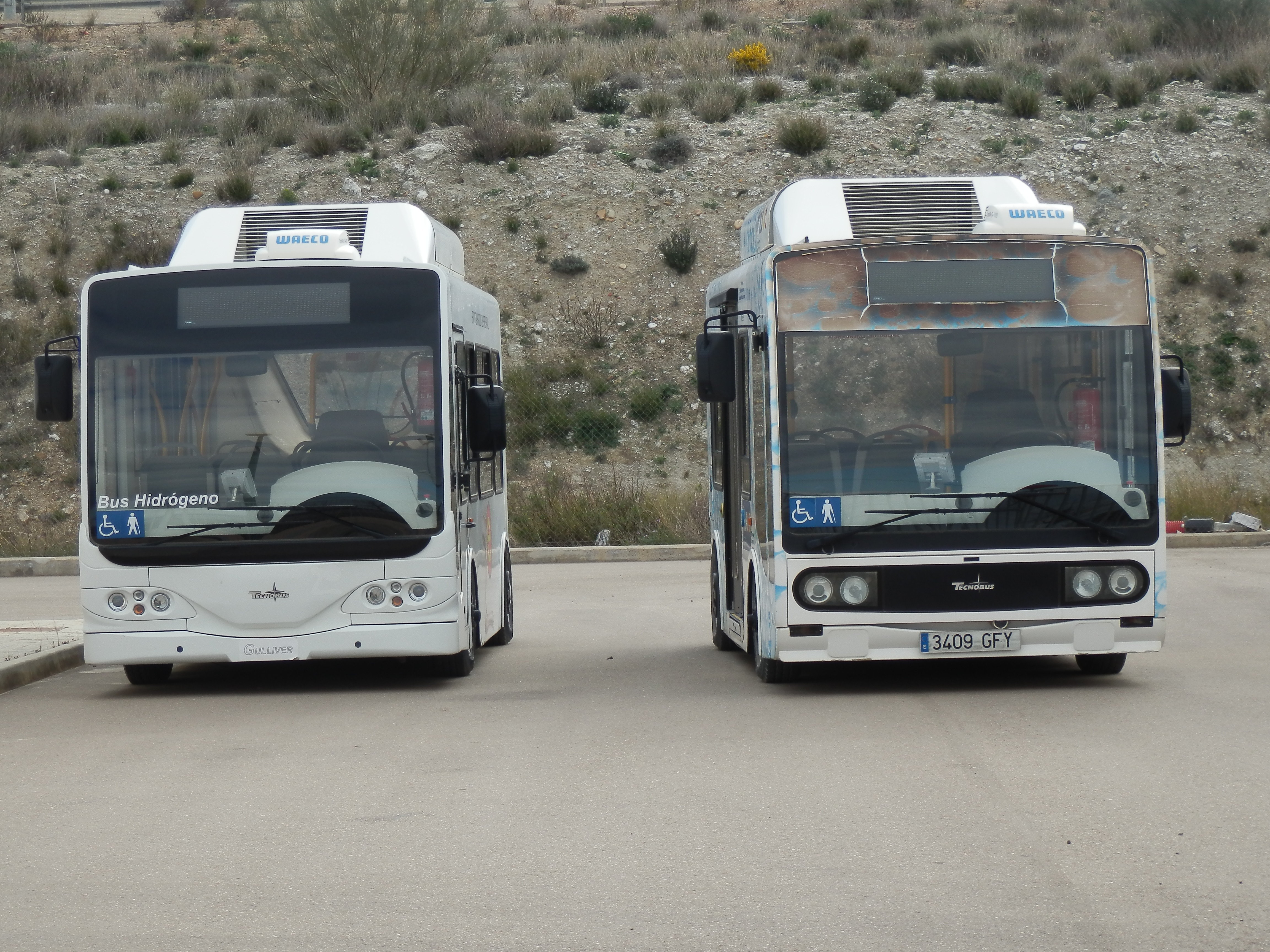
Autobusos d'hidrogen
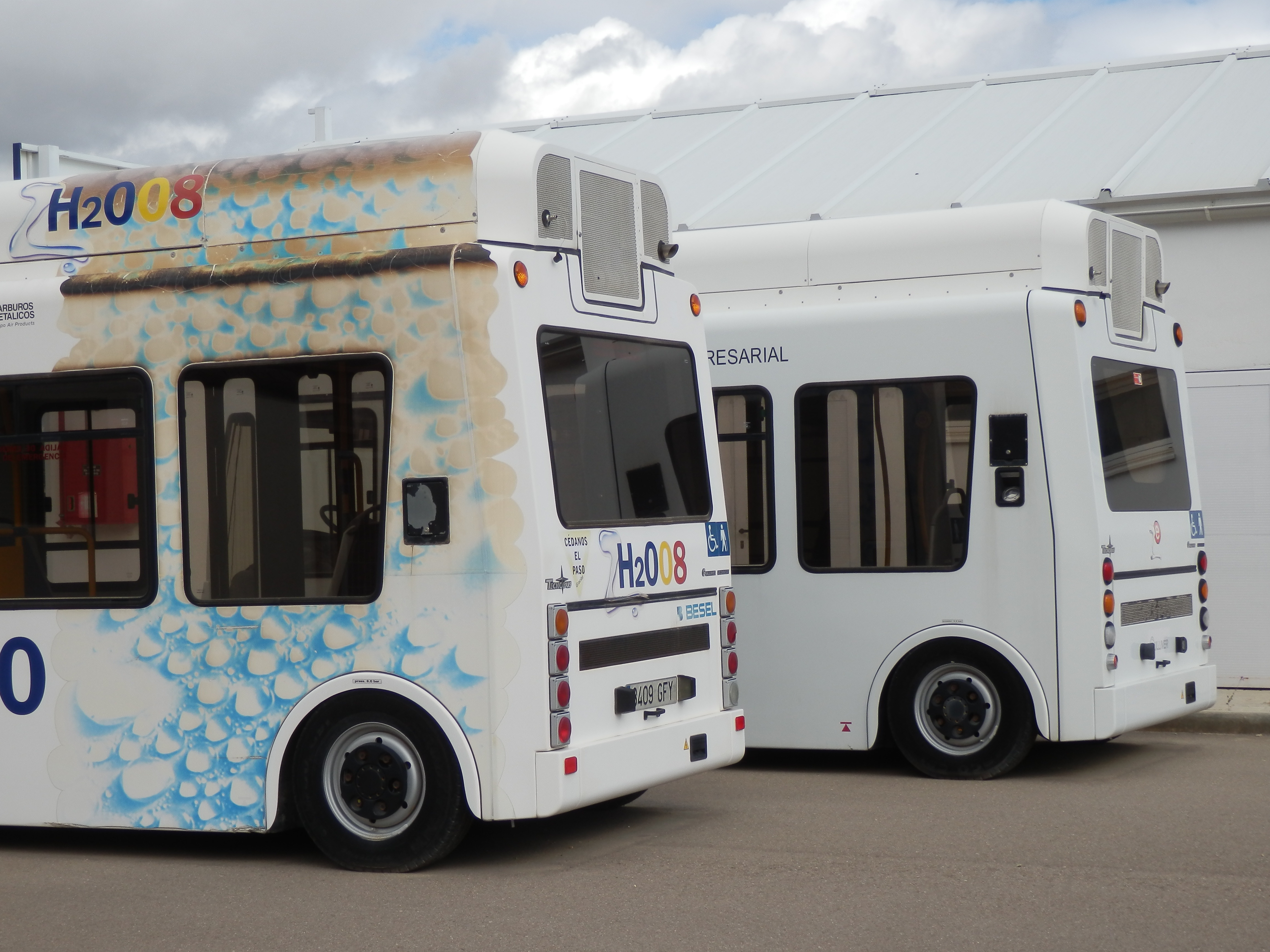
Autobusos d'hidrogen
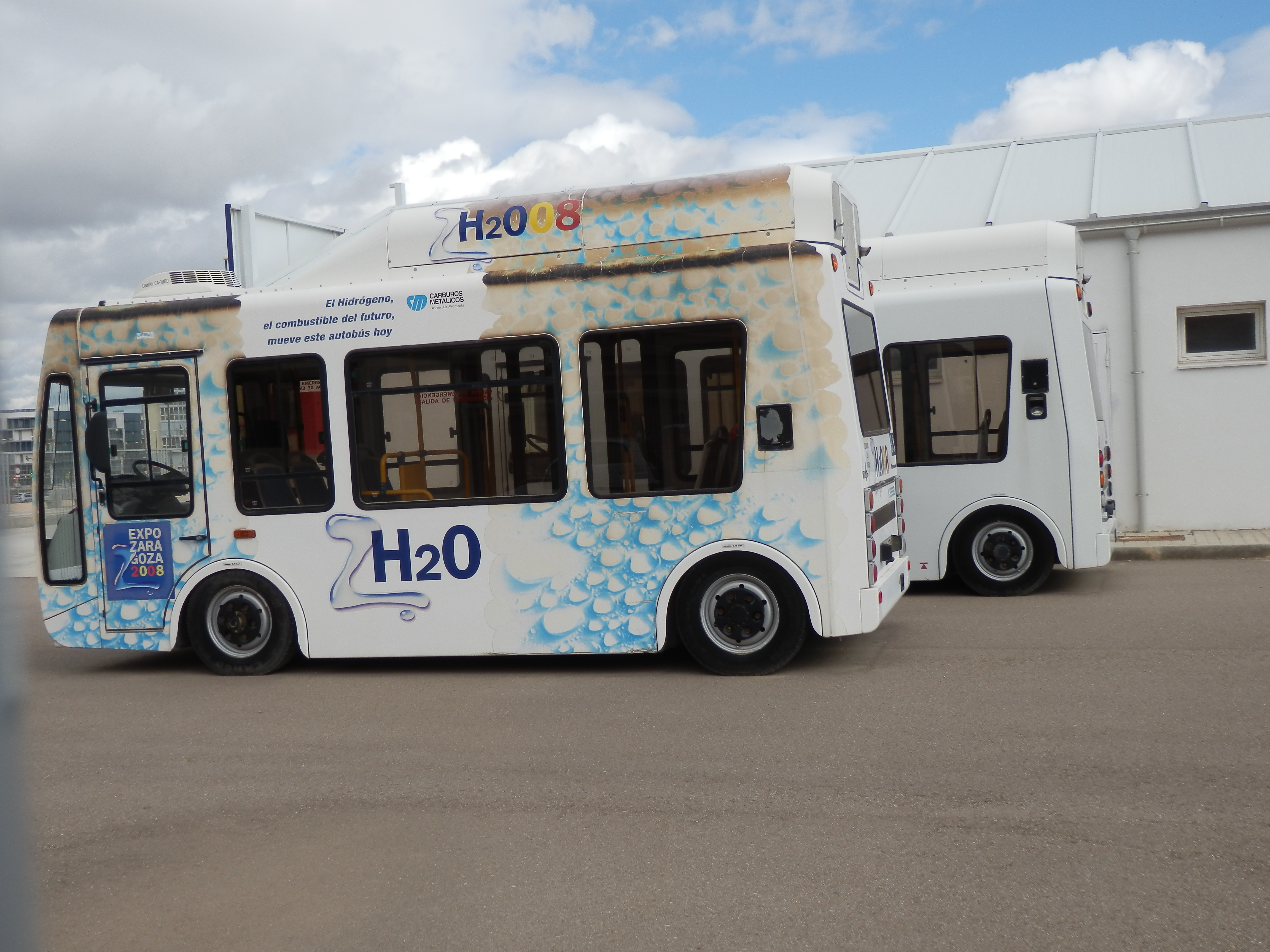
Autobusos d'hidrogen